# Кунанбаев, Акылбай Абайулы
Акылбай Абайулы Кунанбаев (1861, урочище Шынгыстау, Абайский район, Абайская область — 1904, Семипалатинск) — казахский поэт. Старший сын Абая.

## Биография
Происходит из рода тобыкты племени аргын. Воспитывался у деда Кунанбая. Акылбай играл на домбре, скрипке, обладал композиторским даром. Обучался в медресе. Изучал русскую и европейскую литературу. Поэма «3улус», сохранившаяся не полностью, написана под впечатлением от романа «Копи царя Соломона» английского писателя Г. Р. Хаггарта (1856—1925). Утеряна поэма «Жаррах». Поэма «Дагестан» отражает события, происходившие на Кавказе. Из лирики сохранилось лишь несколько стихотворений.
Сын: Аубакир Акылбайулы.